# Aragóniai Margit híjari bárónő
Aragóniai Margit (? – 1423 előtt), spanyolul: Margarita Fernández de Híjar y Cabrera, katalánul: Margarida Ferrandis d'Híxar i de Cabrera, aragóniai nyelvjárásban: Margalida Ferrández d'Íxar y Cabrera, olaszul: Margherita Fernández de Hijar, híjari bárónő. A Barcelonai-ház híjari ágának a tagja. Férfi ágon I. Jakab aragóniai király 7. leszármazottja, női ágon II. Jakab aragóniai király szépunokája és Prades Margit aragóniai királyné unokahúga, továbbá V. István magyar király 7. leszármazottja.

## Élete

Híjar báróinak címere

Apja I. (Aragóniai) János (1384 körül – 1454 után), Híjar (katalánul: Híxar, aragóniai nyelvjárásban: Íxar) bárója, édesanyja Cabrerai Timbor (–1464 után), IV. Bernát (1352–1423) cabrerai algrófnak, osonai és modicai grófnak, valamint Aragóniai Timbor (1370 körül – 1425 előtt) pradesi grófnőnek, Prades Margit aragóniai királyné nagynénjének a lánya.
Margit apja I. Ferdinánd aragóniai király követe volt a Konstanzi zsinaton 1414-ben, és ebbéli minőségében előkészítette Luxemburgi Zsigmond király 1415-ös fogadását a Katalóniához tartozó Perpignanban, amikor a magyar és német király meglátogatta az aragóniai királyt 1415. szeptember 19-én csütörtökön, és a városban az akkor még (V.) Alfonz mint aragón trónörökös fogadta a betegágyban fekvő apja nevében.
„A tanácskozások eredménye végül az volt, hogy Benedek és Ferdinánd megállapodtak abban, hogy követeket fognak küldeni Zsigmondhoz és a Konstancban egybegyűlt zsinati atyákhoz. Követekül Don Diego (Didacus) Gomez de Fuensalida zamorai püspök, Juan Fernandez de Ixar és Pedro de Falchs jogtudor, a valencei királyság ügyésze jelöltettek ki, kiknek megbízatása volt, hogy a zsinat elhalasztását kérelmezzék, ezt megelőzőleg pedig a pápa, Zsigmond és Ferdinánd király személyes találkozásának előkészítése. [...] A Konstancba küldött követség vezetőjéül [...] Don Juan de Ixar volt kiszemelve [...]. Don Juan de Ixar [...] egyike volt kora legkiválóbb lovagjainak, nemcsak az ország főuraihoz, a királyi házhoz való tartozása miatt, hanem személyes tulajdonságainál fogva is. Külső megjelenésre nagy, hatalmas testalkatú volt, hasonlított Hódító János királyra, akitől fiágon származott. Valóságos királyi megjelenésével együtt jártak magas szellemi tulajdonságai is. Fontos ügyek megbeszélésében okos és tapasztalt férfiúnak mutatkozott, kiváló ékesszólással bírt, nagy jártassággal bírt a humanisztikus tudományokban, úgyhogy [...] kevés hozzáfogható férfiút lehetett Spanyolországban találni. A nehéz feladatra tehát, amely reá várt, megvolt a szükséges kvalifikációja.”
1414-ben tehát Margit apja végül Konstanzba utazott. „Ferdinánd király Benedek távozása után még Morellában maradt szeptember végéig. Október 1-én kelt Ferdinánd oklevele, mellyel Didacus zamorai püspököt, Ixar János Ferdinándot és Petrus de Falchs jogtudort kinevezte követeiül a konstanci zsinathoz, kiknek megbízása volt a király nevében a zsinat mindennemű határozata ellen óvást emelni, kijelentve, hogy XIII. Benedeket tekinti mint törvényesen és jogérvényesen megválasztott pápát.”
V. Alfonz aragóniai király apja pár hónappal a Zsigmond királlyal való találkozása után 1416-ban meghalt, így Alfonz trónra került, de a feleségétől Trastámara Mária kasztíliai királyi hercegnőtől, aki elsőfokú unokatestvére volt, nem születtek gyermekei. Csak házasságon kívül született gyermekek maradtak utána. Vajay Szabolcs kutatásai megerősítik, hogy Alfonznak két Ferdinánd nevű fia volt. Az idősebb Ferdinánd Aragóniai Margit híjari bárónőtől született, de mind a kisfiút, mind pedig az édesanyját a féltékeny, gyermektelen aragón királyné, Kasztíliai Mária vízbe fojtatta. V. Alfonz ugyancsak Ferdinánd nevű másodszülött fiának pedig Giraldina Carlino volt az anyja. A történeti források és irodalmak sokszor egybemosták őket, és bizonytalanság volt az anya személye körül. A tévedést éppen az okozta, hogy mindkét gyermeket Ferdinándnak hívták. V. Alfonz örökösének a származása már életében nagyon sok pletyka forrása volt, és egyesek szerint egészen a királyi családig értek a szálak, mégpedig az aragón királyné húgát, Kasztíliai Katalin villenai hercegnőt, III. Henrik kasztíliai király kisebbik lányát nevezték meg a gyermek anyjának, de ez az újabb kutatások fényében nem állja meg a helyét. Kasztíliai Katalin, aki V. Alfonz kisebb öccsének, Aragóniai Henrik villenai hercegnek volt az első felesége, és ugyanúgy V. Alfonz elsőfokú unokatestére volt, mint a felesége, Mária királyné, egy gyermeket biztosan világra hozott, amely szülés az ő és gyermeke életébe került 1439-ben, de ismereteink szerint ez volt az egyetlen szülése.
V. Alfonz a másodszülött fiára már sokkal jobban vigyázott, és Giraldona Carlinótól még két lánya született, és a feleségétől távol neveltette őket.

## Gyermeke
- Házasságon kívüli kapcsolatából V. (I.) Alfonz (1384/96–1458) aragón és szicíliai királytól, 1 fiú:
  - (Idősebb) Ferdinánd (megh. fiatalon)